# Piero Pioppo
Piero Pioppo est un prélat catholique italien, nonce apostolique en Indonésie (en) depuis 2017.

## Biographie

### Origine et premières études
Piero Pioppo est né à Savone, en Ligurie, le 29 septembre 1960. Après des études au liceo classico San Giuseppe Calasanzio (it) de Carcare, il entra au séminaire. Là, il suit les cours de la Faculté théologique pontificale de Turin (it).

### Prêtre
Piero Pioppo est ordonné prêtre le 29 juin 1985 pour le diocèse d’Acqui par Livio Maritano (it), son ordinaire. D’abord nommé vicaire paroissial à Carcare, il est envoyé à Rome poursuivre ses études. Il est diplômé en théologie dogmatique et licencié en droit canonique de l’Université pontificale grégorienne. Pendant un an, il enseigna la théologie à Alexandrie.
Ancien élève (promotion 1991) de l’Académie pontificale ecclésiastique, il entra au service diplomatique du Saint-Siège le 1er juillet 1993 où il fut successivement affecté aux représentations diplomatiques du Saint-Siège auprès de la Corée du Sud et du Chili. Appelé au sein de la section pour les affaires générales de la Secrétairerie d’État à la fin de l’année 1999, il devint en 2001 le secrétaire particulier d’Angelo Sodano, le cardinal secrétaire d’État. Il a été honoré du titre de prélat d’honneur de Sa Sainteté le 29 septembre 2005 par Benoît XVI.
Le 7 juillet 2006, il devint prélat de l’Institut pour les œuvres de religion.

### Nonce apostolique
Le 25 janvier 2010, Piero Pioppo fut promu nonce apostolique au Cameroun et en Guinée équatoriale (en) avec le titre d’archevêque titulaire de Torcello (de). Le 18 mars suivant, en la basilique Saint-Pierre, il est consacré évêque en même temps qu’Eugene Nugent et Novatus Rugambwa par Tarcisio Bertone, le cardinal-secrétaire d’État, assisté de Pier Giorgio Micchiardi (it) et Nestorius Timanywa (de), respectivement évêques du diocèse d'Acqui où il est incardiné, et de Bukoba (en) en Tanzanie,.
Le 8 septembre 2017 il est transféré à la nonciature apostolique en Indonésie (en) et le 19 mars suivant, le pape lui confie également la fonction de nonce auprès de l'ASEAN, fonction précédemment occupée par le nonce à Singapour.

## Succession apostolique
Piero Pioppo a ordonné les évêques suivants :
- Archevêque Juan Nsue Edjang Mayé (2011)
- Évêque Agapitus Enuyehnyoh Nfon (2011)
- Évêque Dieudonné Espoir Atangana (2012)
- Évêque Abraham Boualo Kome (2012)
- Archevêque Andrew Nkea Fuanya (2013)
- Évêque Bruno Ateba Edo, S.A.C. (2014)
- Évêque Damase Zinga Atangana (2015)
- Évêque Emmanuel Abbo (2016)
- Évêque Philippe Alain Mbarga (2016)
- Évêque Joseph-Marie Ndi-Okalla (2017)
- Évêque Paul Lontsié-Keuné (2017)
- Archevêque Kornelius Sipayung, O.F.M.Cap. (2019)
- Évêque Vitus Rubianto Solichin, S.X. (2021)
- Évêque Seno Ngutra (de) (2022)
- Évêque Valentinus Saeng (de), C.P. (2022)
- Évêque Yanuarius Teofilus Matopai You (2023)
- Évêque Victorius Dwiardy (de), O.F.M.Cap. (2023)
- Archevêque Fransiskus Nipa (de) (2024)
- Archevêque Hironimus Pakaenoni (de) (2024)
- Archevêque Paulus Budi Kleden (de), S.V.D. (2024)
- Évêque Agustinus Tri Budi Utomo (de) (2025)